# Лёгкие крейсера типа «Сэндай»
Лёгкие крейсера типа «Сэндай» (яп. 川内型軽巡洋艦 Сэндайгата кэйдзюнъёкан) — тип боевых кораблей японского императорского флота. Официально классифицировались как крейсера 2-го класса, позже как лёгкие крейсера, фактически используясь как лидеры эскадр эсминцев.
Последняя, третья группа 5500-тонных крейсеров, отличались иным расположением котлов и четырьмя (вместо трёх) дымовыми трубами. Из семи запланированных в 1922−1925 годах на верфях Нагасаки, Кобэ и Йокогамы было построено три корабля, все из которых прослужили всё межвоенное время и были потеряны в ходе Второй мировой войны.

## Конструкция

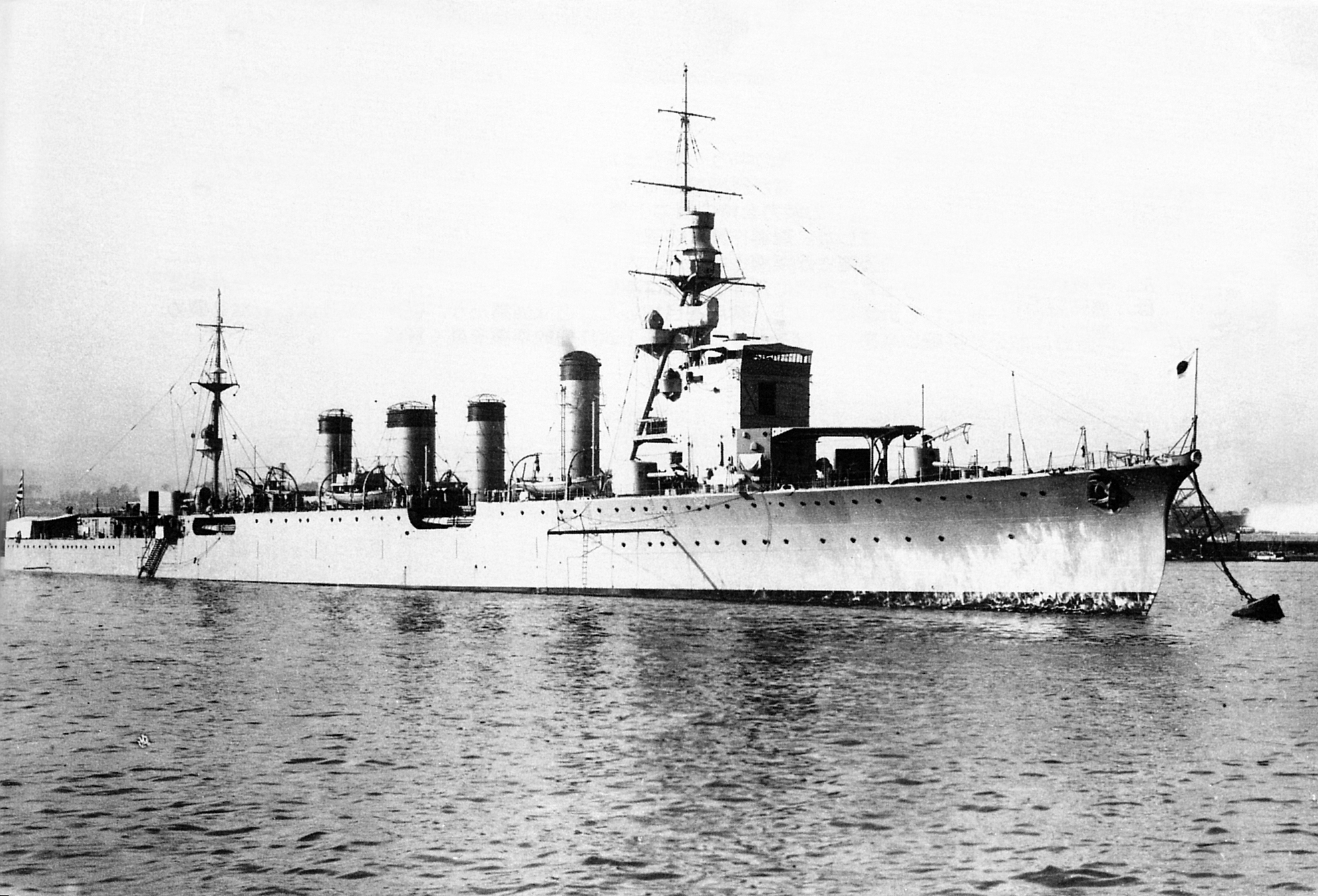
Нака

На вступившем в строй последним «Нака» форма носовой оконечности была изменена с «ложкообразной» на клиперную, при этом наибольшая длина корпуса практически не изменилась.

## Представители
| Название          | Место постройки                                                                                         | Заложен                                                                                                 | Спущен на воду                                                                                          | Введён в эксплуатацию                                                                                   | Судьба                                                                                                  |
| ----------------- | --- | --- | --- | --- | --- |
| Сэндай (яп. 川内) | Верфь «Мицубиси», Нагасаки                                                                              | 16 февраля 1922                                                                                         | 30 октября 1923                                                                                         | 29 апреля 1924                                                                                          | Потоплен в сражении в заливе Императрицы Августы 2 ноября 1943 года                                     |
| Дзинцу (яп. 神通) | Верфь «Кавасаки», Кобэ                                                                                  | 4 августа 1922                                                                                          | 8 декабря 1923                                                                                          | 31 июля 1925                                                                                            | Потоплен в сражении при Коломбангаре 13 июля 1943 года                                                  |
| Нака (яп. 那珂)   | Верфи Йокогамы                                                                                          | 24 мая 1924                                                                                             | 24 марта 1925                                                                                           | 30 ноября 1925                                                                                          | Потоплен американской палубной авиацией при налёте на Трук 17 февраля 1944 года                         |
| Како (яп. 加古)   | Морской арсенал, Сасэбо                                                                                 | 15 февраля 1922                                                                                         | Заказ аннулирован 17 марта 1922 года, разобран на стапеле                                               | Заказ аннулирован 17 марта 1922 года, разобран на стапеле                                               | Заказ аннулирован 17 марта 1922 года, разобран на стапеле                                               |
| Камо (яп. 鴨)     | Названия присвоены 5 ноября 1921 года, но в связи с условиями Вашингтонского договора не закладывались. | Названия присвоены 5 ноября 1921 года, но в связи с условиями Вашингтонского договора не закладывались. | Названия присвоены 5 ноября 1921 года, но в связи с условиями Вашингтонского договора не закладывались. | Названия присвоены 5 ноября 1921 года, но в связи с условиями Вашингтонского договора не закладывались. | Названия присвоены 5 ноября 1921 года, но в связи с условиями Вашингтонского договора не закладывались. |
| Кидзу (яп. 木津)  | Названия присвоены 5 ноября 1921 года, но в связи с условиями Вашингтонского договора не закладывались. | Названия присвоены 5 ноября 1921 года, но в связи с условиями Вашингтонского договора не закладывались. | Названия присвоены 5 ноября 1921 года, но в связи с условиями Вашингтонского договора не закладывались. | Названия присвоены 5 ноября 1921 года, но в связи с условиями Вашингтонского договора не закладывались. | Названия присвоены 5 ноября 1921 года, но в связи с условиями Вашингтонского договора не закладывались. |
| Наёро (яп. 名寄)  | Названия присвоены 5 ноября 1921 года, но в связи с условиями Вашингтонского договора не закладывались. | Названия присвоены 5 ноября 1921 года, но в связи с условиями Вашингтонского договора не закладывались. | Названия присвоены 5 ноября 1921 года, но в связи с условиями Вашингтонского договора не закладывались. | Названия присвоены 5 ноября 1921 года, но в связи с условиями Вашингтонского договора не закладывались. | Названия присвоены 5 ноября 1921 года, но в связи с условиями Вашингтонского договора не закладывались. |